# توم ولز
توم ولز (15 مارس 1993 في المملكة المتحدة - ) (بالإنجليزية: Tom Wells)‏ هو لاعب كريكت بريطاني. لعب مع نادي مقاطعة ليسترشاير للكريكت ‏.

## وصلات خارجية
- توم ولز على موقع إي آس بي آن كريك إنفو (الإنجليزية)